# علي فرقاني
علي فرقاني (21 سبتمبر 1952 بأونينغ، فرنسا) لاعب كرة قدم جزائري محترف سابق ومن بين الذين أشرفوا على تدريب منتخب الجزائر لكرة القدم.

## السيرة

### اللاعب

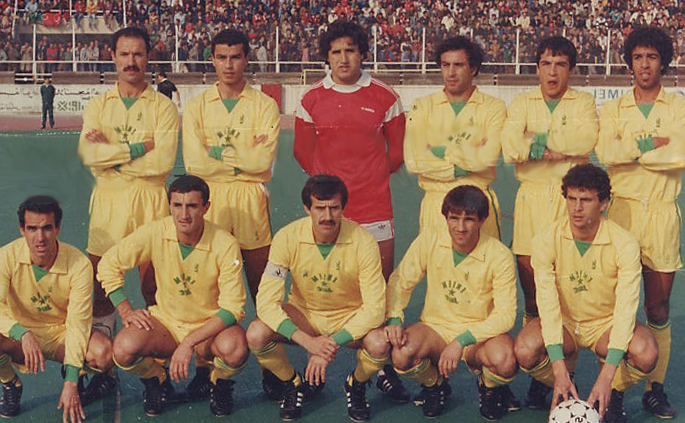
فرقاني في وسط فريق شبيبة القبائل

كان فرقاني ضمن تشكيلة المنتخب الجزائري لكرة القدم المتأهل لمونديال 1982 بإسبانيا، وقد حمل شارة قائد الفريق.
كما لعب لنوادي نصر حسين داي ثم شبيبة القبائل.

### المدرب
بعد اعتزاله للعب، عين مدربا مساعدا للمدرب عبد الحميد كرمالي، والذي معه فاز بكأس الأمم الأفريقية لكرة القدم 1990. درب أيضا فريق شبيبة القبائل والذي فاز معها بكأس أفريقيا للأبطال في نفس السنة.
أوكل له تدريب المنتخب الجزائري سنة 1995 مجددا، قبل أن يقال سنة من بعد بعد خسارة للفريق أمام منتخب كينيا لكرة القدم في الأدوار الأولى من التصفيات المؤهلة لكأس العالم لكرة القدم 1998 أم المنتخب الكيني.

## روابط خارجية
- علي فرقاني على موقع الاتحاد الدولي (مؤرشف)  (الإنجليزية)
- علي فرقاني على موقع قاعدة بيانات كرة القدم.إي يو (الإنجليزية)
- علي فرقاني على موقع ناشيونال فوتبول تيمز (الإنجليزية)
- علي فرقاني على موقع أوليمبيديا (الإنجليزية)